# Los Antolinos
Los Antolinos es un barrio del municipio de San Pedro del Pinatar de la comunidad autónoma de Murcia en España. Limita con el núcleo urbano y tres pedanías: Los Tárragas, Las Pachecas y Las Beatas. 
En él se concentran gran cantidad de servicios educativos, culturales y deportivos. Entre los educativos destacan el Colegio Los Antolinos y el IES Manuel Tárraga Escribano, asimismo se encuentra la Casa de la Juventud y aulas de educación de personas adultas. Con relación a lo deportivo se encuentran la ciudad deportiva de San Pedro del Pinatar con pabellón cubierto, diferentes pistas y piscinas. Asimismo se encuentra el cuartel de la Guardia Civil.
La mayoría de las construcciones de este barrio son relativamente nuevas con una antigüedad de unos veinticinco años en algunas zonas. Se trata de una zona en expansión urbanística.

## Algunas imágenes

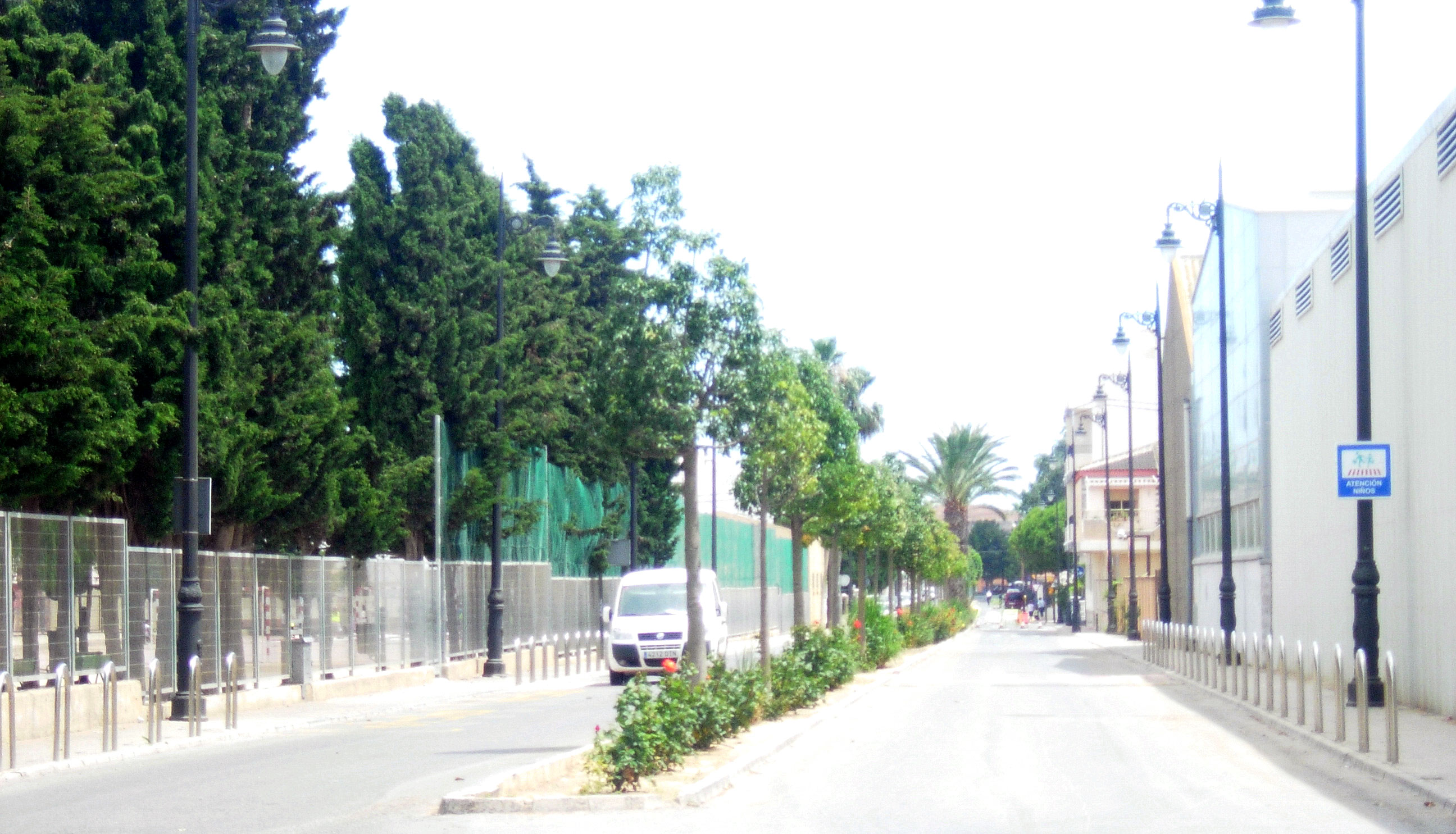
Vista de la avenida del Taibilla.
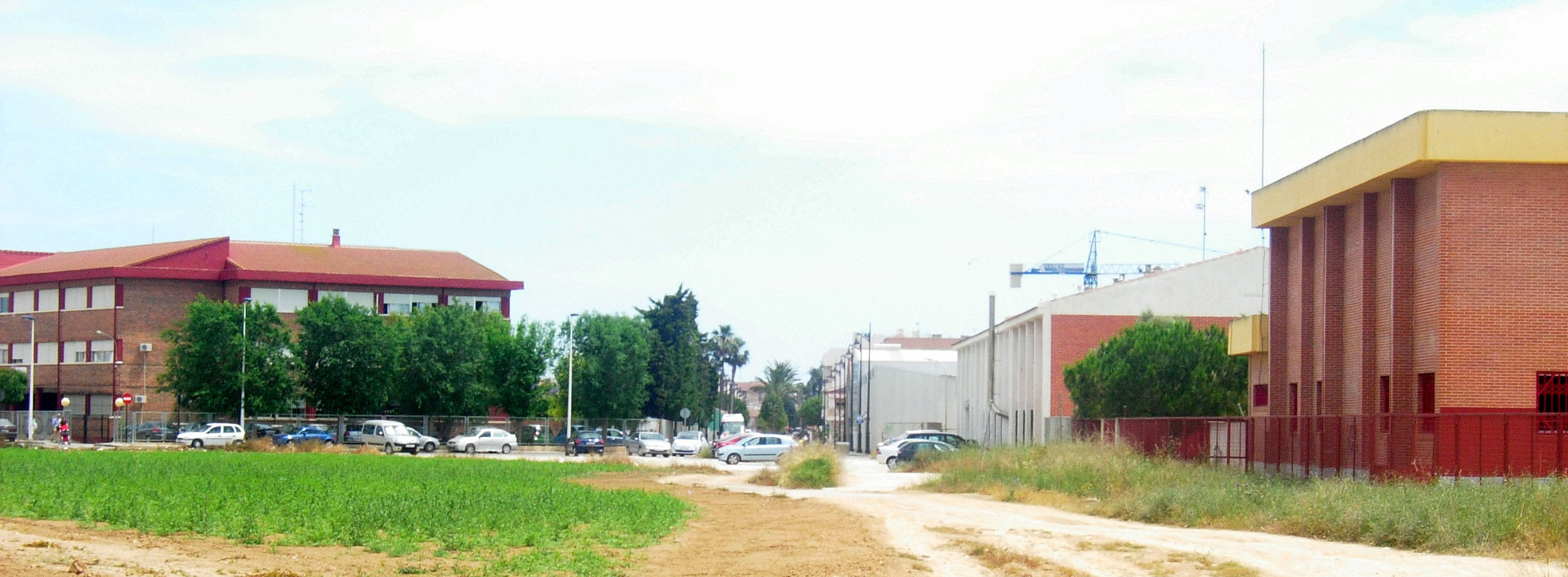
Vista de los centros educativos.
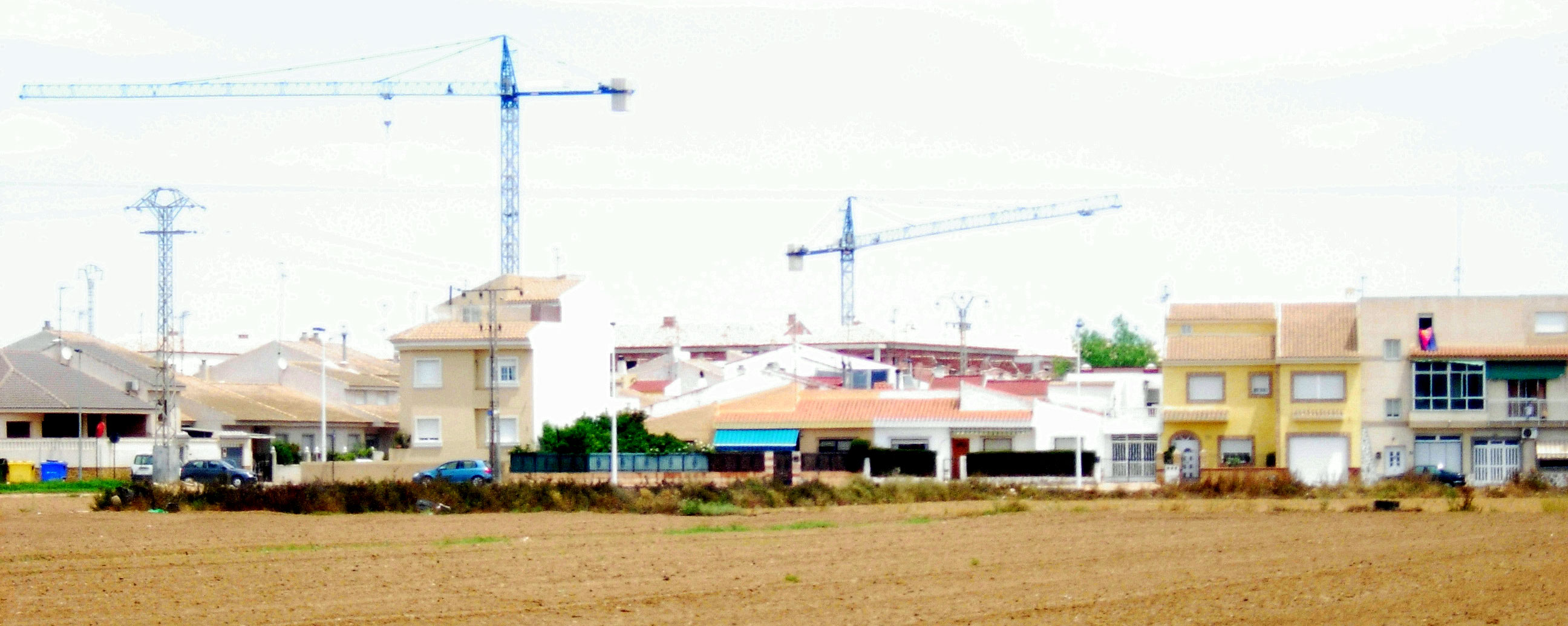
Las grúas de construcción forman parte del paisaje.